# 성할시
성할시(省轄市, Provincial City)란 중화민국의 지방 자치체의 하나이다. 형식상으로는 타이완 성 아래에 있으며 현과 동격이다. 지방제도법에서는 '시(市)'로도 표기되고 있다.
현재 지룽시, 신주 시, 타이중시, 자이 시, 타이난시의 5시가 있었다. 2010년 타이중시, 타이난시가 타이중 현, 타이난 현을 병합하여 직할시로 승격하였다. 지방 제도법 제4조에 의하면 인구가 50만명 이상, 125만명 미만의 지구가 '시'가 될 수 있다고 규정하고 있다. 그러나 실제로는 지룽 시, 신주 시, 자이 시는 인구가 50만 명에 미치지 못해 아랫 단계인 현할시의 일부보다도 인구가 적은 현상이 나타나고 있다. 현할시로서 최대의 인구(2007년 기준으로, 54만 5천명)를 가지는 타이베이 현 반차오 시는 성할시의 자격을 갖추고 있었으나 타이베이 현 전역이 신베이시라는 명칭으로 직할시로 승격하면서 신베이 시 반차오 구가 되었다. 그러나 현행 지방 제도법에서는 현할시로부터 '시'(성할시)로의 승격 절차가 정해지지 않았다.

## 같이 보기
- 일본 제국 치하의 대만의 행정 구역
- 지급시